# Rudolf Mößbauer

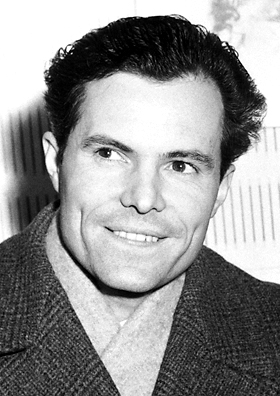
Rudolf Mößbauer, 1961

Rudolf Ludwig Mößbauer (* 31. Januar 1929 in München; † 14. September 2011 in Grünwald, Landkreis München) war ein deutscher Physiker und Entdecker des Mößbauer-Effekts, für den er 1961 den Nobelpreis erhielt.

## Leben
1948 machte Mößbauer sein Abitur an der Oberrealschule München-Pasing. Da sein Interesse an der Physik durch das Deutsche Museum geweckt wurde, wie Mößbauer sagte, studierte er dieses Fach und legte 1955 sein Diplom ab.
1955 bis 1957 führte er Experimente am Max-Planck-Institut für medizinische Forschung in Heidelberg durch und fertigte eine Dissertation zum Thema Kernresonanz-Fluoreszenz von Gammastrahlen im Iridium 191 an. Dabei gelang ihm die erste Beobachtung der rückstoßfreien Kernresonanzabsorption, des Mößbauer-Effekts. Im Jahr 1958 erfolgte mit der mündlichen Prüfung die Promotion bei Heinz Maier-Leibnitz, Technische Universität München. Erneut am Max-Planck-Institut in Heidelberg gelang ihm 1958 der direkte experimentelle Nachweis des Mößbauer-Effekts. Ab 1960 forschte er auf Einladung von Richard Feynman am CalTech, wurde dort 1961 Professor und erhielt 1961 zusammen mit Robert Hofstadter den Nobelpreis für Physik „für seine Untersuchungen zur Resonanzabsorption von Gammastrahlung und die in diesem Zusammenhang gemachte Entdeckung des nach ihm benannten Effektes“. 
Ab 1964 arbeitete er wieder an der TU München. Er beteiligte sich an der bundesdeutschen Diskussion um die Reform des Hochschulwesens und versuchte positive Erfahrungen aus seiner Zeit in den USA (insbesondere strukturelle Vorteile des „Department-Systems“) in Deutschland einzuführen. Eine entsprechende Umwandlung der physikalischen Institute machte er auch zu einer Bedingung für seine Rückkehr nach München 1965. Von 1965 bis 1969 arbeitete er außerdem je drei Monate im Jahr am CalTech.
Anfang der 1970er Jahre wandte er sich der Neutrinophysik zu, zunächst am ILL und dann in München. Von 1972 bis 1977 amtierte er als einer der beiden Direktoren des Instituts Laue-Langevin (ILL), Grenoble/Frankreich, das dort einen Neutronenhochflussreaktor betreibt. Anschließend war er wieder an der TU München tätig, wo der Ordinarius für Experimentalphysik 1997 emeritiert wurde. 
Miniaturisierte Versionen des nach ihm benannten Mößbauer-Spektrometers zur Analyse von u. a. eisenhaltigen Substanzen wurden erfolgreich in den beiden NASA-Marssonden Spirit und Opportunity eingesetzt. Mithilfe des Mößbauer-Effekts gelang Robert Pound und Glen Rebka 1960 der Nachweis der gravitativen Rotverschiebung – entspricht einer Zeitdilatation – im Gravitationsfeld der Erde.
Mößbauer setzte sich für internationale Zusammenarbeit in der Physik ein insbesondere mit sowjetischen Wissenschaftlern auch während der Zeiten des Kalten Kriegs. Er besuchte mehrmals die Sowjetunion und organisierte Treffen amerikanischer und sowjetischer Physiker.
Mößbauer war unter anderem Mitglied der Päpstlichen Akademie der Wissenschaften (Rom), der Bayerischen Akademie der Wissenschaften, seit 1970 Mitglied der Deutschen Akademie der Naturforscher Leopoldina, seit 1971 der American Academy of Arts and Sciences, seit 1978 der National Academy of Sciences und seit 1988 der Academia Europaea. Der Bayerische Verdienstorden wurde ihm am 23. Juni 1962 verliehen.
Er erhielt 1961 den Röntgen-Preis der Universität Gießen, 1961 die Elliott Cresson Medal des Franklin Institute Philadelphia, 1964 das Große Verdienstkreuz mit Stern und Schulterband der Bundesrepublik Deutschland, 1984 die Lomonossow-Goldmedaille und 2004 den Goldenen Ehrenring der Technischen Universität München.
Das Institute for Advanced Studies der Technischen Universität München widmet Mößbauer ein Tenure Track Programm.

## Schriften
Originalarbeiten zum Mößbauereffekt:
- Kernresonanzabsorption von Gammastrahlung in Ir191. In: Die Naturwissenschaften, Band 45, 1958, S. 538–539.
- Kernresonanzabsorption von γ-Strahlung in Ir191. In: Zeitschrift für Naturforschung, Band 14A, 1959, S. 211–216.
- Gammastrahlung in Ir191. In: Zeitschrift für Physik. Band 151, 1958, S. 124–143.